# Stichopogon pholipteron
Stichopogon pholipteron là một loài ruồi trong họ Asilidae. Stichopogon pholipteron được Richter miêu tả năm 1973. Loài này phân bố ở vùng Cổ Bắc giới và châu Á.